# Pseudolycoriella ferocia
Pseudolycoriella ferocia är en tvåvingeart som beskrevs av Werner Mohrig 2003. Pseudolycoriella ferocia ingår i släktet Pseudolycoriella och familjen sorgmyggor.
Artens utbredningsområde är Costa Rica. Inga underarter finns listade i Catalogue of Life.